# Mato Castelhano
Mato Castelhano é um município brasileiro do estado do Rio Grande do Sul.
Mato Castelhano pertenceu a Passo Fundo e a Lagoa Vermelha.

## Geografia
Localiza-se a uma latitude 28º16'42" sul e a uma longitude 52º11'30" oeste, estando a uma altitude de 740 metros.
Possui uma área de 245,24 km² e sua população estimada em 2004 era de 2.576 habitantes.